# Карай по правия…
Карай по правия… е български игрален филм от 1966 година по сценарий Васил Ченков. Режисьор е Димко Захариев, а оператори са Христо Вълев и Васил Младенов. Музикалното оформление е на Яна Пипкова. .

## Актьорски състав
| В главните роли | Изпълнител     |
| --------------- | -------------- |
| шофьорът        | Видин Даскалов |
| съпругата       | Гинка Станчева |